# Régiment Royal-Étranger cavalerie
Le régiment Royal-Étranger cavalerie est un régiment de cavalerie du royaume de France, puis de la République française et du Premier Empire, créé en 1659 devenu le 7e régiment de cuirassiers.

## Création et différentes dénominations
- 16 février 1659 : création du régiment Royal-Étranger cavalerie, en y incorporant le régiment de Roye cavalerie
- 1er janvier 1791 : renommé 7e régiment de cavalerie

## Historique

### Mestres de camp-lieutenants et colonels
- 16 février 1659 : Frédéric Charles de La Rochefoucauld, comte de Roye, brigadier le 4 mai 1667, maréchal de camp le 13 février 1674, lieutenant général des armées du roi le 25 février 1676, † 9 juin 1690
- 19 février 1673 : Robert Jean Antoine de Franquetot, comte de Coigny, brigadier de cavalerie le 26 février 1686, maréchal de camp le 10 mars 1690, lieutenant général des armées du roi le 30 mars 1693, commandant de l’armée de la Moselle le 28 mars 1704, † 10 octobre 1704
- 16 janvier 1691 : François de Franquetot, marquis puis duc de Coigny, fils du précédent, brigadier de cavalerie le 29 janvier 1702, maréchal de camp le 26 octobre 1704, lieutenant général des armées du roi le 18 juin 1709, maréchal de France le 14 juin 1734, † 18 décembre 1759
- 7 décembre 1704 : Charles de la Tournelle, marquis de La Tournelle, mort des blessures reçues à la bataille de Ramillies, en 1706.
- 6 juin 1706 : Antoine Galiot, comte de Saint-Chamans, brigadier le 29 janvier 1709, maréchal de camp le 1er février 1719, † 18 juin 1731
- 21 avril 1710 : Jacques François Léonor de Matignon, duc de Valentinois, † 1751
- 15 mai 1720 : Louis Marie, comte de Sainte-Maure, brigadier le 1er août 1734, maréchal de camp le 1er janvier 1740, † 14 septembre 1763
- 1er janvier 1740 : N., marquis de Charleval d’Auneuil
- 2 février 1756 : Louis Antoine Auguste de Rohan, comte de Chabot, brigadier le 20 février 1761, déclaré maréchal de camp en mai 1763 par brevet du 25 juillet 1762, lieutenant général en 1781, † 29 novembre 1807
- 15 juin 1763 : Michel Joseph Maximilien de Rochemonteix, comte de Vernassal
- 28 mars 1764 : Armand Charles Emmanuel, comte d’Hautefort
- 4 août 1770 : Gabriel Pierre de Cardevaque, marquis d’Havrincourt
- 11 novembre 1782 : Yves Marie du Bouchet de Sourches, comte de Montsoreau, † 1818
- 10 mars 1788 : Maximilien Gabriel Louis de Béthune, duc de Sully
- 25 mars 1788 : Alexandre Théodore Victor, chevalier puis comte de Lameth, † 18 mars 1829
- 23 novembre 1791 : Pierre Louis Auguste de Villoutreys de Faye
- 8 décembre 1793 : Mathurin Gondaud
- 19 mai 1800 : François Joseph Offenstein, † 27 septembre 1837
- 25 juin 1807 : Jacques Charles Dubois, † 14 janvier 1847
- 19 novembre 1812 : N. Ordener
- 2 juillet 1813 : Claude François Richardot

### Campagnes et batailles
- Guerre de Succession d'Autriche

11 mai 1745: bataille de Fontenoy
Le 1er décembre 1761 il est renforcé par incorporation du régiment de Charost cavalerie

### Quartiers
- Estain[2]

## Équipement

### Étendards
6 étendards « de ſoye bleue, Soleil au milieu, fleurs de lys et deviſe du Roi, brodez & frangez d’or ».

Étendard
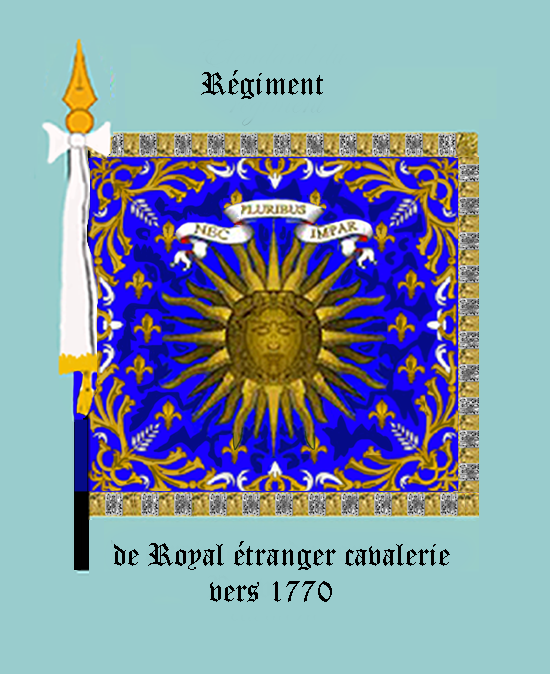
régiment Royal-Étranger cavalerie, vers 1770
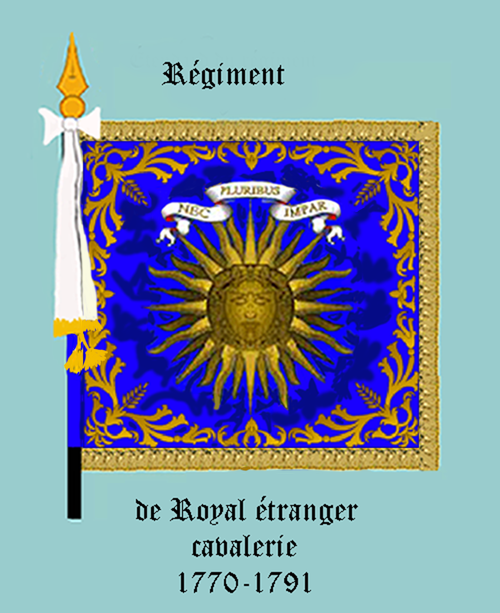
régiment Royal-Étranger cavalerie, de 1770 à 1791 (avers)
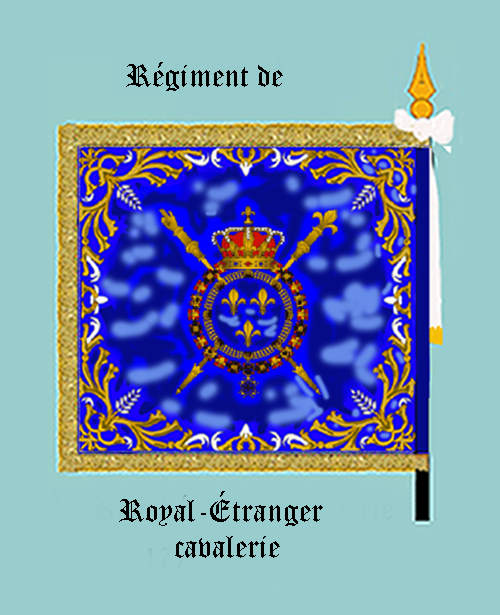
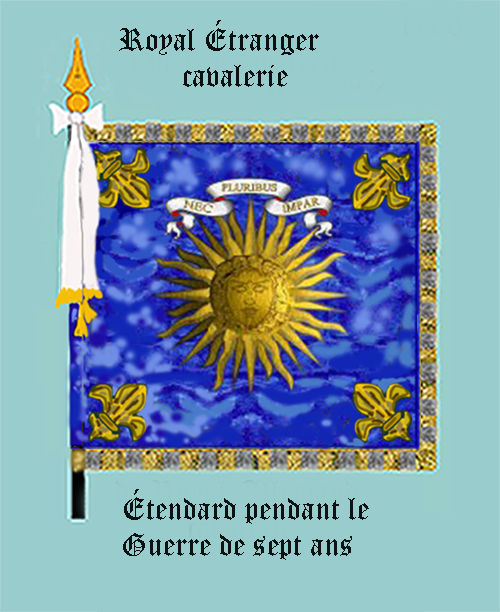

### Habillement

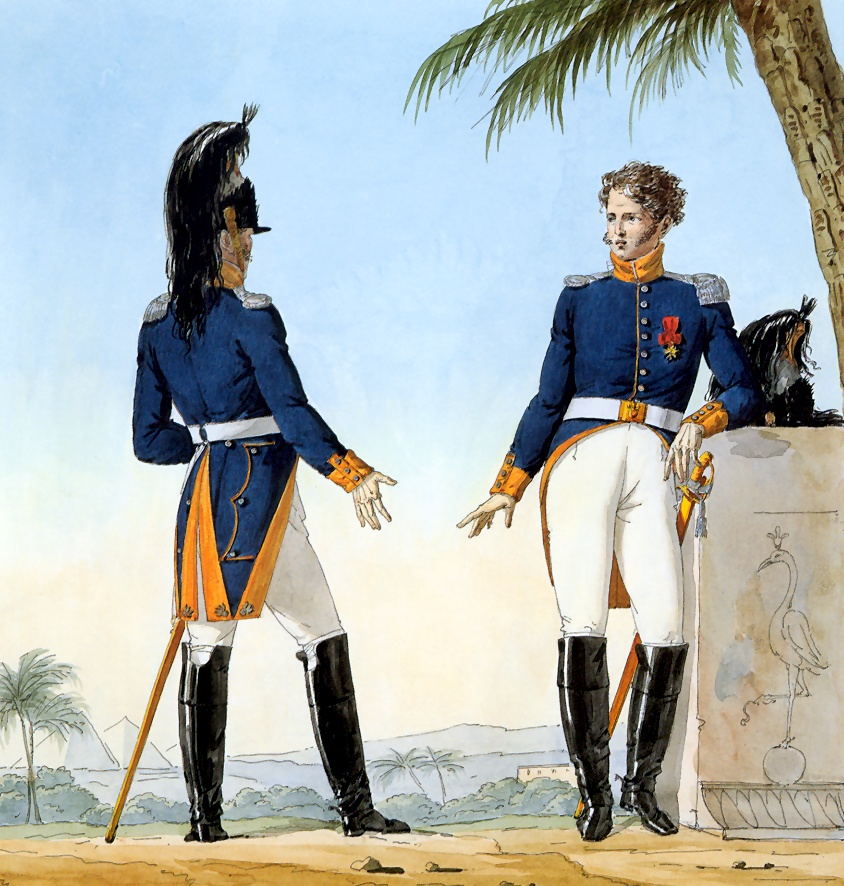
Officiers du 7e régiment de cuirassiers en grande tenue, illustration de La Grande Armée de 1812, de Carle Vernet.

Uniformes
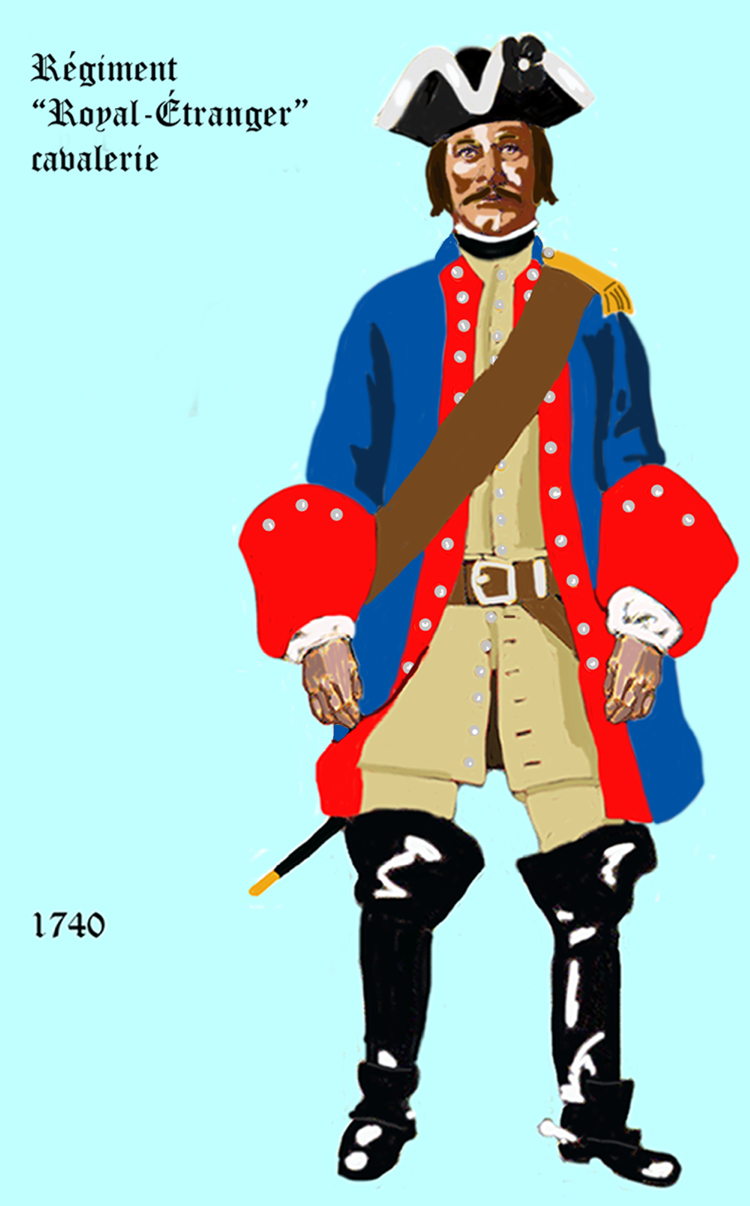
régiment Royal-Étranger cavalerie de 1740 à 1757
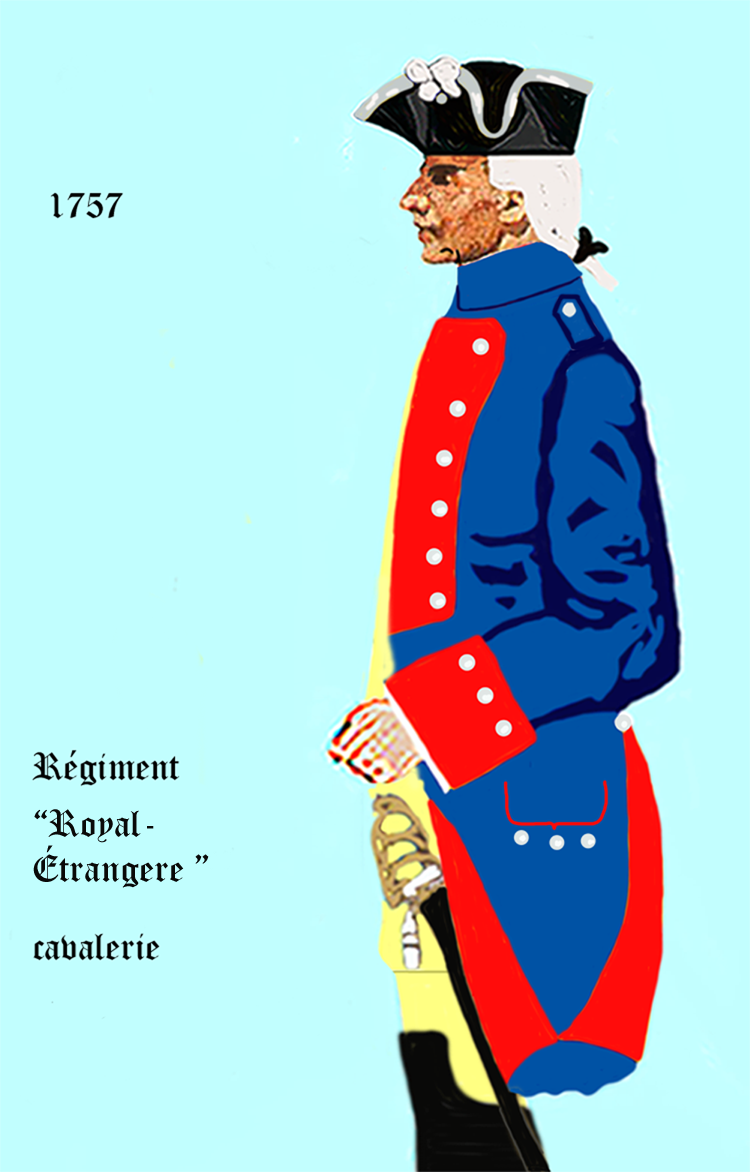
régiment Royal-Étranger cavalerie de 1757 à 1762
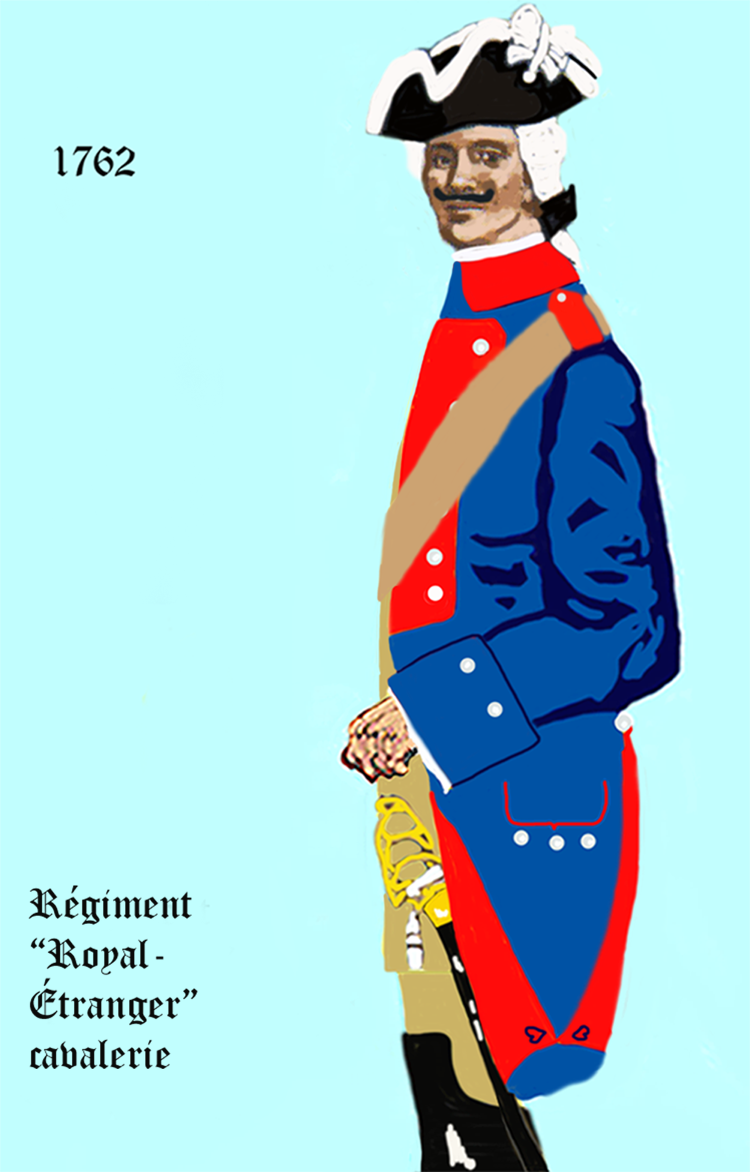
régiment Royal-Étranger cavalerie de 1762 à 1767
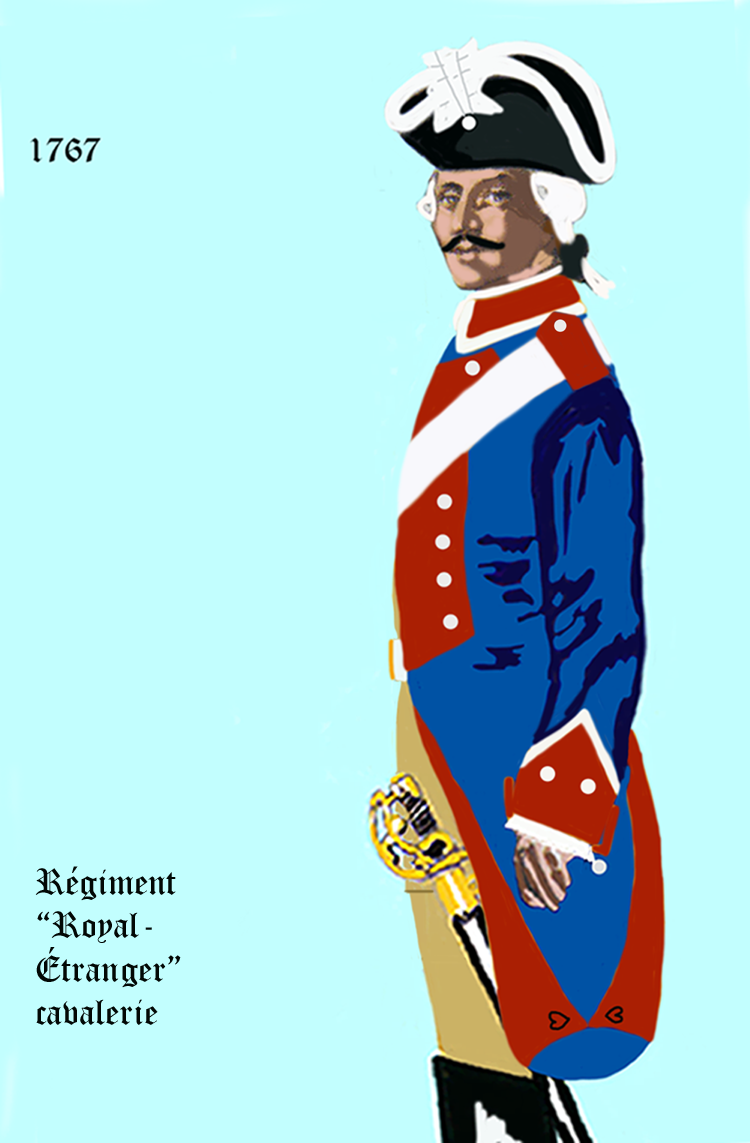
régiment Royal-Étranger cavalerie de 1767 à 1776

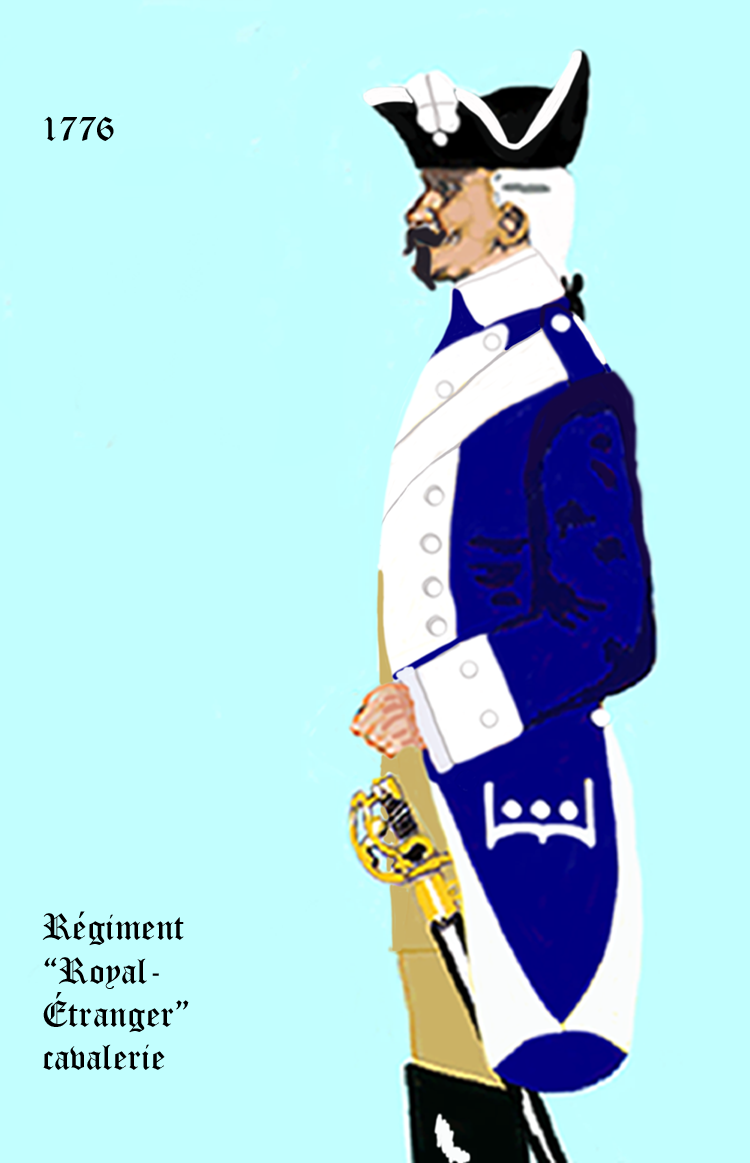
régiment Royal-Étranger cavalerie de 1776 à 1779
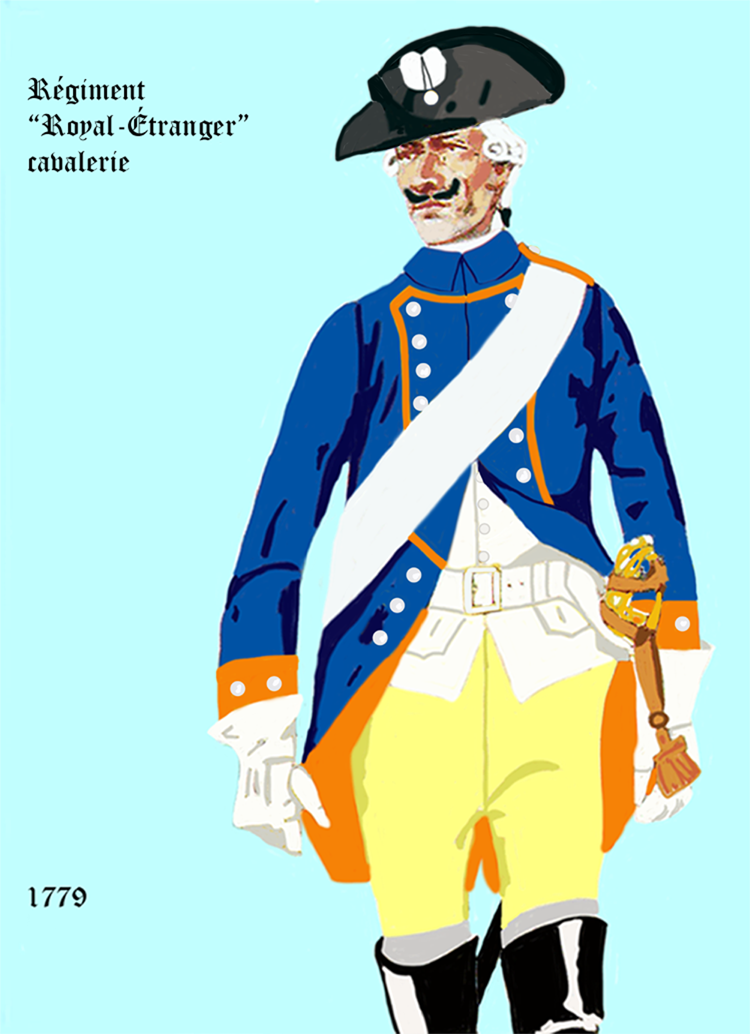
régiment Royal-Étranger cavalerie de 1779 à 1786
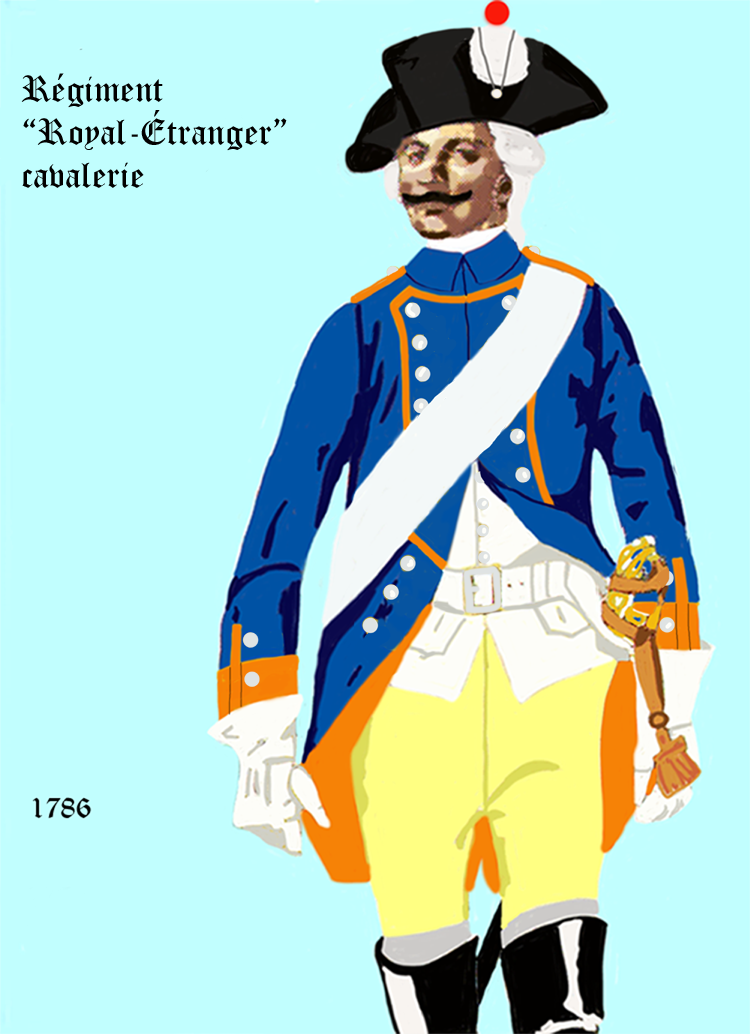
régiment Royal-Étranger cavalerie de 1786 à 1791
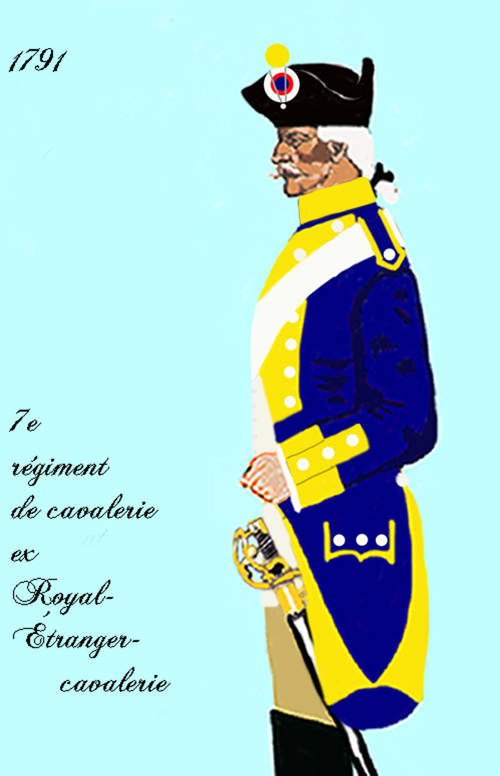
7e régiment de cavalerie de 1791 à 1803